# سامانه رودخانه‌های وحشی و خوش‌منظر ملی

لوگوی سامانه رودخانه‌های وحشی و خوش‌منظر ملی

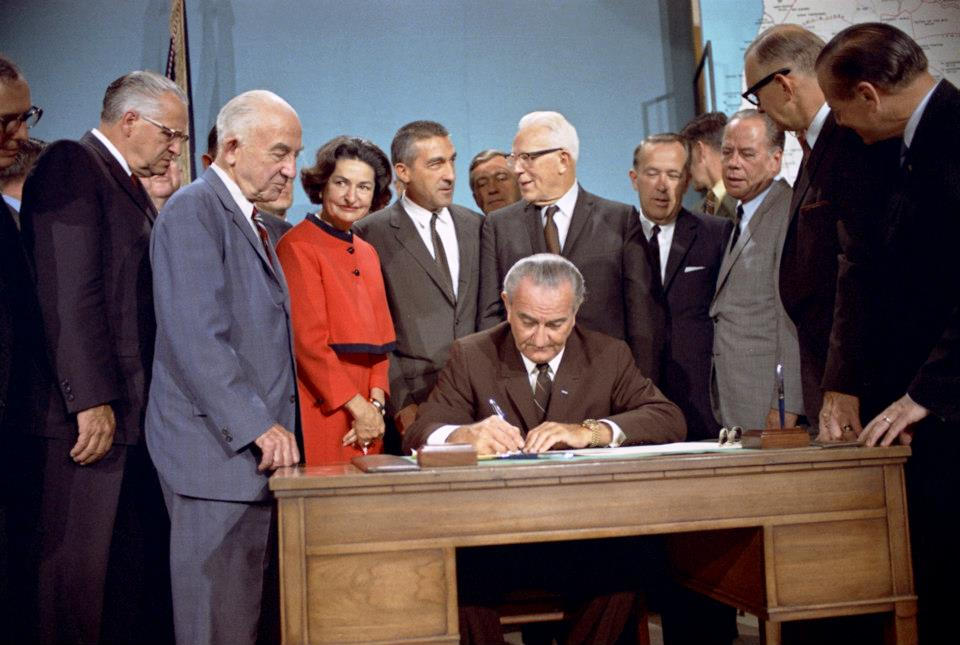
رئیس‌جمهور لیندون بی. جانسون، قانون ملی رودخانه‌های وحشی و خوش‌منظره را در ۲ اکتبر ۱۹۶۸ امضا کرد و به قانون تبدیل نمود.

سامانه رودخانه‌های وحشی و خوش‌منظر ملی توسط قانون رودخانه‌های وحشی و خوش‌منظر مصوب سال ۱۹۶۸ (قانون عمومی ۹۰–۵۴۲) که توسط کنگره ایالات متحده تصویب شده بود، ایجاد شد تا رودخانه‌های خاصی را که دارای ارزش‌های طبیعی، فرهنگی و تفریحی برجسته‌ای هستند، در شرایط جریان آزاد برای لذت بردن نسل‌های حال و آینده حفظ کند.

این قانون به خاطر حفاظت از ویژگی خاص این رودخانه‌ها، ضمن به رسمیت شناختن پتانسیل استفاده و توسعه مناسب آنها، قابل توجه است. این امر مدیریت رودخانه را که از مرزهای سیاسی فراتر می‌رود، تشویق می‌کند و مشارکت عمومی را در تدوین اهداف حفاظت از رودخانه‌ها ارتقا می‌دهد. این قانون که در اوج دوران محیط زیست ایالات متحده توسط رئیس‌جمهور لیندون بی. جانسون به قانون تبدیل شد، بیان می‌کند:
«بدینوسیله به عنوان سیاست ایالات متحده اعلام می‌شود که برخی از رودخانه‌های منتخب کشور که به همراه محیط‌های نزدیک خود، دارای ارزش‌های فوق‌العاده چشمگیر منظره‌ای، تفریحی، زمین‌شناسی، ماهی و حیات وحش، تاریخی، فرهنگی یا سایر ارزش‌های مشابه هستند، باید در شرایط جریان آزاد حفظ شوند و اینکه آنها و محیط‌های نزدیک آنها برای منفعت و لذت نسل‌های حال و آینده محافظت شوند. کنگره اعلام می‌کند که سیاست ملی تعیین‌شده در مورد سدها و سایر ساخت و سازها در بخش‌های مناسب رودخانه‌های ایالات متحده باید با سیاستی تکمیل شود که سایر رودخانه‌های منتخب یا بخش‌هایی از آنها را در شرایط جریان آزاد خود حفظ کند تا از کیفیت آب چنین رودخانه‌هایی محافظت شود و سایر اهداف حیاتی حفاظت ملی را برآورده سازد.» (قانون رودخانه‌های وحشی و دیدنی)
این قانون، سیستم ملی رودخانه‌های وحشی و خوش‌منظره را برای حفاظت و بهبود رودخانه‌هایی که از نظر منطقه‌ای و ملی دارای اهمیت هستند، تأسیس کرد. رودخانه‌ها ممکن است توسط کنگره یا در صورت برآورده شدن برخی الزامات، توسط وزیر کشور تعیین شوند. هر رودخانه تعیین‌شده توسط یک آژانس فدرال، ایالتی یا قبیله‌ای، یا به عنوان مشارکتی بین هر تعداد از این نهادهای دولتی و سازمان‌های مردم‌نهاد محلی اداره می‌شود. بخش‌های تعیین‌شده لزوماً شامل کل رودخانه نمی‌شوند و می‌توانند شامل سرچشمه‌ها و شاخه‌های فرعی رودخانه نیز باشند. برای رودخانه‌های تحت مدیریت فدرال، مرزهای تعیین‌شده معمولاً به‌طور متوسط در هر کرانه در ۴۸ ایالت پایینی یک‌چهارم مایل و در رودخانه‌های خارج از پارک‌های ملی در آلاسکا نیم مایل هستند تا از ارزش‌های مرتبط با رودخانه محافظت شود.
از آگوست ۲۰۱۸، سیستم ملی از بیش از ۱۲٬۷۰۰ مایل (۲۰٬۴۰۰ کیلومتر) محافظت می‌کند. از ۲۰۹ رودخانه در ۴۰ ایالت و مشترک المنافع پورتوریکو؛ این کمتر از یک چهارم یک درصد از رودخانه‌های کشور است که بیش از ۳٫۵ میلیون مایل (۵٬۶۰۰٬۰۰۰ کیلومتر) در سراسر ایالات متحده جریان دارند. در مقایسه، بیش از ۷۵۰۰۰ سد بزرگ در سراسر کشور حداقل ۶۰۰٬۰۰۰ مایل (۹۷۰٬۰۰۰ کیلومتر) اصلاح کرده‌اند. یا حدود ۱۷ درصد از رودخانه‌های آمریکا.

## تاریخچه

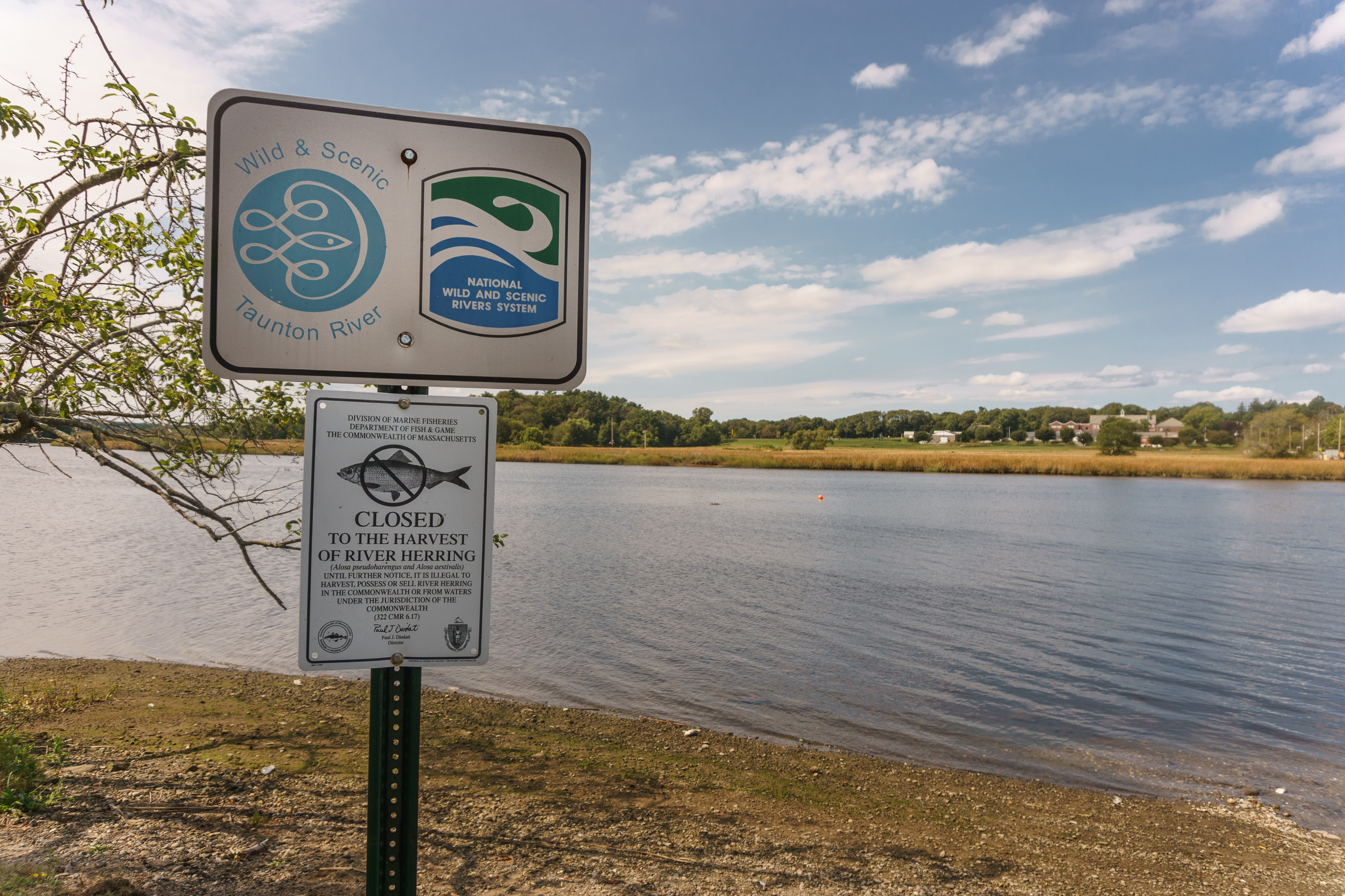
رودخانه تاونتون در ماساچوست، رودخانه‌ای وحشی و خوش‌منظره است.

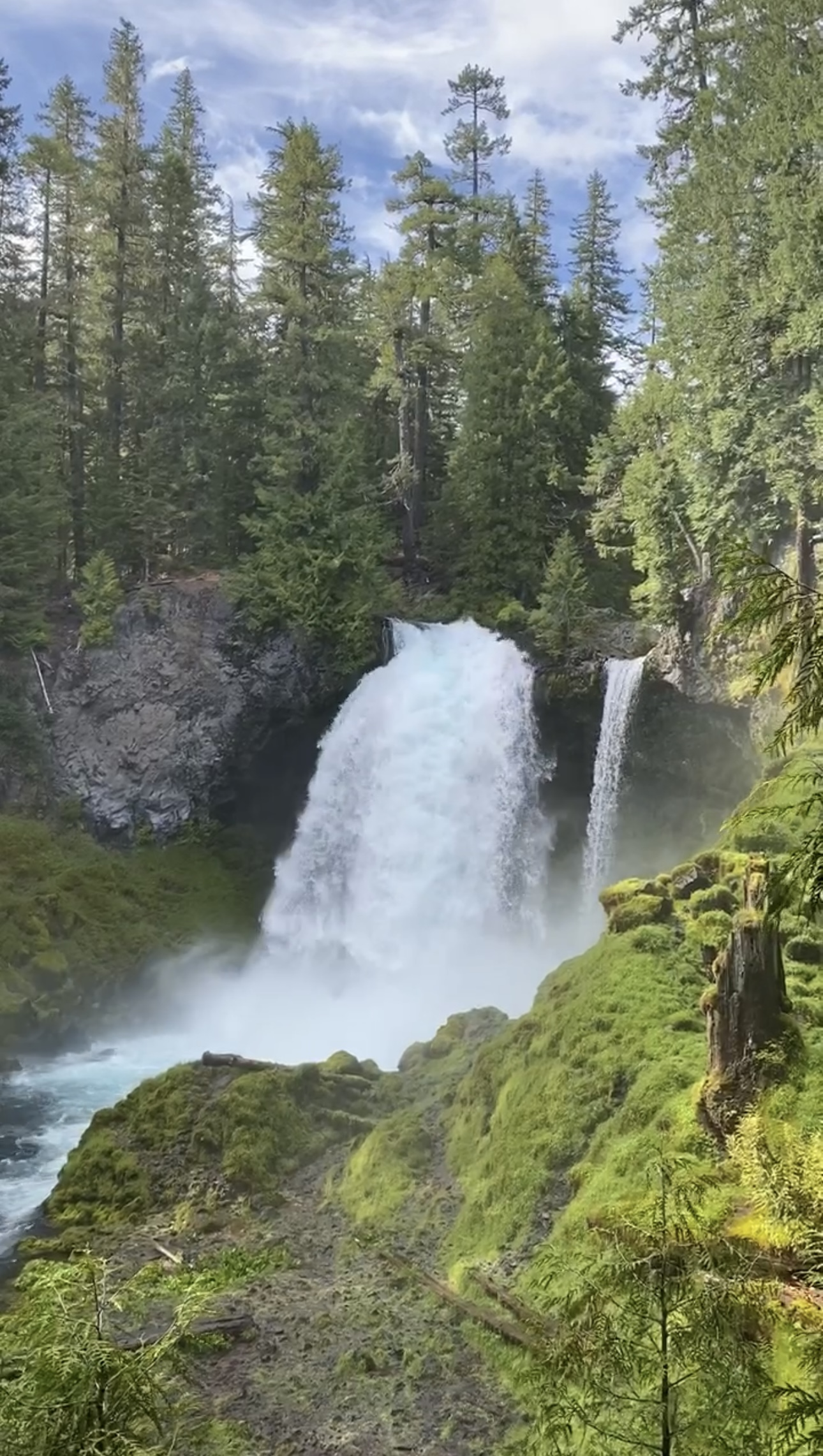
آبشار ساهالی در نزدیکی سرچشمه رودخانه مکنزی (اورگان)، رودخانه‌ای وحشی و خوش‌منظره

قانون ملی رودخانه‌های وحشی و خوش‌منظره، نتیجهٔ توصیه‌های یک کمیسیون ریاست جمهوری، کمیسیون بررسی منابع تفریحی در فضای باز (ORRRC)، بود. از جمله موارد دیگر، کمیسیون توصیه کرد که ملت از رودخانه‌های وحشی و رودخانه‌های خوش‌منظره در برابر توسعه‌ای که ماهیت و ارزش‌های روان آنها را به‌طور قابل توجهی تغییر می‌دهد، محافظت کند. در این زمان، کشور به دلیل ورود فاضلاب‌های شهری و صنعتی به رودخانه‌های کشور، با تخریب سریع منابع آبی خود نیز مواجه بود. بسیاری از آبراه‌ها و ماهی‌های موجود در آنها سمی بودند و همین امر آنها را برای جوامع اطراف غیرقابل استفاده می‌کرد. جمعیت گونه‌های آبزی رو به کاهش بود و مردم به دلیل سدسازی‌های بی‌رویه از جوامع خود نقل مکان می‌کردند. مردم در سراسر کشور نامه‌هایی نوشتند و از رئیس‌جمهور و بانوی اول درخواست کردند که از رودخانه‌های محبوبشان محافظت کنند. در نهایت، این قانون توسط سناتور فرانک چرچ (دموکرات - آیداهو) حمایت و در ۲ اکتبر ۱۹۶۸ توسط رئیس‌جمهور لیندون بی. جانسون به قانون تبدیل شد. یک رودخانه یا بخشی از رودخانه ممکن است توسط کنگره ایالات متحده یا وزیر کشور تعیین شود. در سال ۱۹۶۸، به عنوان بخشی از قانون اولیه، هشت رودخانه به عنوان رودخانه‌های ملی وحشی و خوش‌منظره تعیین شدند (کلیرواتر، الون پوینت ، فدر، ریو گراند، روگ ، سنت کروا، سالمون و ولف). تا تاریخ نوامبر ۲۰۱۸، ۲۰۹ رودخانه، در مجموع ۱۲۷۵۴ مایل رودخانه در ۴۰ ایالت و پورتوریکو، دارای وضعیت وحشی و خوش‌منظره هستند. در مقام مقایسه، بیش از ۷۵۰۰۰ سد بزرگ در سراسر کشور حداقل ۶۰۰۰۰۰ مایل یا حدود ۱۷٪ از رودخانه‌های آمریکا را تغییر داده‌اند.
رودخانه‌های منتخب در ایالات متحده به دلیل دارا بودن ارزش‌های فوق‌العاده قابل توجه (ORV) که در ۸ دسته قرار می‌گیرند، حفاظت می‌شوند: مناظر طبیعی، تفریحی، زمین‌شناسی، ماهی‌ها، حیات وحش، تاریخی، فرهنگی یا سایر ارزش‌های مشابه. این ارزش‌ها را می‌توان مترادف با خدمات اکوسیستم یا آن دسته از کالاها و خدماتی دانست که طبیعت به رایگان ارائه می‌دهد و در نهایت به نفع جامعه است. رودخانه‌ها (یا بخش‌هایی از رودخانه‌ها) که به این ترتیب تعیین شده‌اند، با حفظ شرایط جریان آزاد خود در برابر سدها و توسعه‌هایی که در غیر این صورت از کیفیت ارزش‌های قابل توجه آنها می‌کاهند، برای حفاظت و بهبود دائمی در نظر گرفته شده‌اند. عنوان ملی حیات وحش و مناظر اساساً صدور مجوز برای سدهای جدید روی بخش تعیین‌شده از رودخانه یا سدهایی که مستقیماً بر آن تأثیر می‌گذارند را وتو می‌کند. همچنین محافظت قوی در برابر تغییرات کانال‌ها و سواحل رودخانه‌ها که توسط دولت فدرال تأمین مالی می‌شوند و بر ارزش رودخانه‌ها تأثیر منفی می‌گذارند، فراهم می‌کند، از زمین‌های عمومی کنار رودخانه در برابر توسعه جدید نفت، گاز و مواد معدنی محافظت می‌کند و یک حق آبه فدرال برای محافظت از ارزش‌های وابسته به جریان مانند زیستگاه ماهی‌ها ایجاد می‌کند.
در سال ۲۰۱۸، آمریکا همچنان پنجاهمین سالگرد قانون رودخانه‌های وحشی و خوش‌منظره را جشن می‌گیرد.
در ۲ آگوست ۲۰۱۸، ۲۰ مایل (۳۲ کیلومتر) از نهر شرقی رزباد در مونتانا به عنوان منطقه حفاظت‌شده طبیعی و خوش‌منظره تعیین شد، که اولین منطقه حفاظت‌شده طبیعی و خوش‌منظره در مونتانا در بیش از ۴۰ سال گذشته است.

## طبقه‌بندی‌ها
تعیین به عنوان یک رودخانه وحشی و خوش‌منظره به‌طور خاص از طبیعت روان رودخانه‌ها در مناطق فدرال و غیرفدرال محافظت می‌کند، کاری که قانون مناطق بکر و سایر نامگذاری‌های فدرال نمی‌توانند انجام دهند. علیرغم ترس‌های بی‌مورد، نامگذاری WSR حقوق مالکیت خصوصی را تغییر نمی‌دهد.
رودخانه‌های ملی وحشی و خوش‌منظره که تحت مدیریت فدرال هستند، توسط یک یا چند مورد از چهار آژانس اصلی مدیریت زمین دولت فدرال اداره می‌شوند. از بین ۲۰۹ رودخانه ملی وحشی و خوش‌منظره، اکثر آنها توسط سرویس جنگلداری ایالات متحده و پس از آن سرویس پارک ملی مدیریت می‌شوند؛ ده مورد از رودخانه‌هایی که توسط NPS مدیریت می‌شوند، واحدهای رسمی هستند، در حالی که اکثر آنها بخشی از پارک‌های دیگر هستند. WSRهای باقیمانده تحت مدیریت اداره زمین‌های حفاظت‌شده ملی وابسته به دفتر مدیریت زمین، که در ابتدا سیستم ملی حفاظت از مناظر نامیده می‌شد، و سرویس ماهی و حیات وحش ایالات متحده در آلاسکا هستند.
رودخانه‌های وحشی و خوش‌منظره تحت مدیریت ایالتی، مشمول همان حمایت‌هایی هستند که رودخانه‌های تحت مدیریت فدرال از آنها برخوردارند. این رودخانه‌های ایالتی می‌توانند توسط وزیر کشور و پس از درخواست فرماندار ایالتی که رودخانه از آن می‌گذرد، به سیستم ملی اضافه شوند.
رودخانه‌های تعیین‌شده به یک یا چند طبقه‌بندی اختصاص داده می‌شوند: وحشی، خوش‌منظره یا تفریحی. این طبقه‌بندی‌ها بر اساس ویژگی‌های توسعه‌ای محیط اطراف رودخانه در تاریخ نامگذاری انجام شده‌اند. رودخانه‌های وحشی دورافتاده‌ترین و توسعه‌نیافته‌ترین رودخانه‌ها هستند، در حالی که رودخانه‌های تفریحی اغلب دارای نقاط دسترسی، جاده‌ها، راه‌آهن‌ها، پل‌ها و خانه‌های زیادی هستند که در داخل کریدور تعیین‌شده قرار دارند. رودخانه‌های خوش‌منظره معمولاً جایی بین سطح توسعهٔ حیات وحش و تفریحی قرار می‌گیرند. لازم است ذکر شود که طبقه‌بندی یک رودخانه ربطی به ارزش (یا ارزش‌هایی) که آن را شایسته این نامگذاری کرده‌اند، ندارد. برای مثال، تفریح در رودخانه‌ای که در طبقه‌بندی تفریحی قرار دارد، ممکن است ارزش برجسته‌ای نداشته باشد، و همچنین مناظر در رودخانه‌ای که در طبقه‌بندی خوش‌منظره قرار دارد، ممکن است ارزش برجسته‌ای نداشته باشند. نکته قابل توجه این است که رودخانه‌های وحشی و خوش‌منظره صرف نظر از طبقه‌بندی، از استاندارد حفاظتی یکسانی برخوردارند.